# Club Rubio Ñú
Club Rubio Ñú – paragwajski klub piłkarski z siedzibą w mieście Asunción, w dzielnicy Santísima Trinidad.

## Historia
Klub założony został 24 sierpnia 1913 roku i gra obecnie (w 2010 roku) w pierwszej lidze paragwajskiej (Primera división paraguaya). W 1970 oddany został do użytku stadion klubu Estadio Don Eduardo Acosta Caballero.

## Osiągnięcia
- Mistrz drugiej ligi paragwajskiej (Segunda división paraguaya) (7): 1926, 1941, 1954, 1961, 1963, 1972, 2008
- Mistrz trzeciej ligi paragwajskiej (Primera de Ascenso): 1941, 1942, 2005